# Gennaro Borriello
Gennaro Borriello (Torre del Greco, 19 agosto 1956) è un ex arbitro di calcio italiano.
Originario della Campania, si iscrisse alla sezione AIA di Mantova. Borriello venne poi promosso alla Commissione arbitri nazionale (CAN) A e B dal dirigente sportivo Luigi Agnolin nel 1992.
Borriello fa il suo debutto in serie A un anno dopo la sua promozione alla CAN, nel 1993. Pur avendo grandissime doti tecniche, non riuscì mai a conquistare la qualifica di arbitro internazionale, per motivi non ancora chiariti. Borriello diresse molte partite importanti, fra cui la finale di Supercoppa italiana tra Milan e Parma, nel 1999, e la finale di andata di Coppa Italia tra Parma e Fiorentina, nel 2001.
Borriello terminò la carriera nel 2002, avendo raggiunto il limite d'età.
Il carattere severo ed inflessibile lo fece diventare protagonista di alcuni noti episodi, come quando nel 1999, durante il derby tra Milan ed Inter, espulse Ronaldo per una presunta gomitata a Roberto Ayala. Altri avvenimenti di questo genere si verificarono nel 1999, quando espulse il calciatore juventino Mark Iuliano, e nel 2000, quando esibì il cartellino rosso davanti al calciatore romano Francesco Totti, accusato di aver spinto Borriello con la spalla.
A livello dirigenziale, è stato vicecommissario alla CAN C dal 2002 al 2005 e vicedesignatore degli arbitri di serie A dal 2005 al 2011; per la stagione 2011-2012 Borriello ha assunto il ruolo di vicecommissario CAN D, carica da cui si dimette nel novembre 2012.